# Shem Tatupu
Shem J. Tatupu (Auckland, 18 de febrero de 1968) es un exjugador samoano de rugby y rugby league nacido en Nueva Zelanda que se desempeñaba como ala.

## Carrera
Shem Tatupu se hizo conocido en el mundo del rugby por su gran desempeño en el Mundial de Sudáfrica 1995. En 1997 fue contratado por los Northampton Saints de la Aviva Premiership para la temporada 1997-1998, se retiró al finalizar su contrato.

## Selección nacional
Debutó con Samoa por primera vez en junio de 1990 ante Tonga y jugó irregularmente con ellos hasta su última convocatoria en julio de 1995 frente al mismo rival. En total disputó 10 partidos y marcó tres tries (15 puntos).

### Participaciones en Copas del Mundo
Solo participó de una Copa del Mundo: Sudáfrica 1995 donde Samoa fue eliminada en cuartos de final por los Springboks. Tatupu jugó todos los partidos que disputó Samoa y le marcó un try a la Azzurri en fase de grupos y otro a los locales.
| Mundial                       | Sede      | Resultado        | PJ | Tries |
| ----------------------------- | --------- | ---------------- | -- | ----- |
| Copa Mundial de Rugby de 1995 | Sudáfrica | Cuartos de final | 4  | 2     |

## Rugby League
En 1996 se pasó al rugby league cuando los Wigan Warriors de la Super League lo contrataron por una temporada.